# Amahuaka monoceros
Amahuaka monoceros är en insektsart som beskrevs av Rauno E. Linnavuori och Delong 1977. Amahuaka monoceros ingår i släktet Amahuaka och familjen dvärgstritar. Inga underarter finns listade i Catalogue of Life.